# لوکا (فیلم ۲۰۲۱)
لوکا (به انگلیسی: Luca) یک پویانمایی رایانه‌ای آمریکایی در ژانر فانتزی و کمدی است که توسط استودیوی انیمیشن پیکسار و والت دیزنی پیکچرز در سال ۲۰۲۱ منتشر شد. این فیلم توسط انریکو کازاروزا کارگردانی و توسط جسی اندروز و مایک جونز برپایه داستانی توسط کازاروزا، اندروز و سایمون استیونسون تهیه شده‌است. جیکوب ترمبلی، جک دیلن گریزر، اما برمن، ساوریو رایموندو، مارکو باریچلی، مایا رودولف، جیم گافیگان، پیتر سون، لورنزو کریشی، مارینا ماسیرونی و سندی مارتین صداپیشگی این فیلم را برعهده دارند. داستان این فیلم در ریویرای ایتالیا اتفاق می‌افتد، لوکا پاگورو (ترمبلی) یک هیولای دریایی پسر نوجوان که توانایی تبدیل خود به انسان در خشکی را دارد، سرانجام او با دوستان جدیدش، آلبرتو اسکورفانو (دیلن گریزر) و جولیا مارکووالدو (برمن)، در شهر پورتوروسو کاوش می‌کند و یک ماجراجویی متحول کننده زندگی را در تابستان تجربه می‌کند.

## داستان
در اواخر دهه ۱۹۵۰، کودک هیولای دریایی ترسو، لوکا پاگورو، از چند بزماهی در سواحل شهر پورتوروسو در ایتالیا نگهداری می‌کند. والدینش از ترس اینکه ممکن است توسط انسان‌ها شکار شود، او را از نزدیک شدن به سطح آب منع می‌کنند. یک روز، لوکا با آلبرتو اسکورفانو، یک کودک هیولای دریایی که به تنهایی در یک برج متروکه در خشکی زندگی می‌کند، ملاقات می‌کند. وقتی آلبرتو، لوکا را تشویق می‌کند تا از اقیانوس خارج شود، مشخص می‌شود که هیولاهای دریایی تا زمانی که خشک هستند به انسان تبدیل می‌شوند. لوکا و آلبرتو شروع به معاشرت می‌کنند و با هم دوست می‌شوند و می‌خواهند صاحب یک وسپا شوند و به سراسر جهان سفر کنند.
لوکا بعد از آشنایی با آلبرتو،تصمیم می‌گیرد با ترس هایش رو به رو شود و دست به کار های جدیدی بزند.
آلبرتو با جمله ایتالیایی silenzio bruno (برونو را ساکت کن) مشوق او می شود.
والدین لوکا پس از کشف اقدامات پسرشان تصمیم می‌گیرند او را بفرستند تا با عمویش در اعماق دریا زندگی کند. در تلافی، لوکا با آلبرتو فرار می‌کند تا در پورتوروسو پنهان شوند. پسرها با ارکول ویسکونتی، قلدر محلی و قهرمان پنج بار جام پورتوروسو (مسابقات سه‌گانه شنا، ماکارونی و دوچرخه سواری برای کودکان)، برخورد می‌کنند. هنگامی که ارکول سعی می‌کند لوکا را در یک فواره خیس کند، جولیا مارکووالدو، یک دختر جوان، او را متوقف می‌کند. به امید برنده شدن پول مورد نیاز برای یک وسپا، پسران با جولیا برای مسابقه سه‌گانه تیم می‌شوند.
جولیا آنها را به ماندن در خانه اش دعوت می‌کند و پدر ماهیگیر خود، ماسیمو را که نسبت به هیولاهای دریایی کینه دارد، معرفی می‌کند. در همین حین، والدین لوکا برای یافتن پسرشان به شهر نفوذ می‌کنند. جولیا و لوکا به خاطر عشقشان به یادگیری پیوند می‌خورند و آلبرتو به آنها حسادت می‌کند. هنگامی که لوکا به مدرسه رفتن علاقه نشان می‌دهد، آلبرتو عمداً هیولای دریایی بودن خود را به جولیا نشان می‌دهد تا از آن جلوگیری کند. لوکا که نمی‌خواهد خود را تسلیم کند، از ادامه حضور با جولیا تعجب می‌کند و آلبرتوی خیانت‌شده فرار می‌کند که باند ارکول ظاهر می‌شود و سعی می‌کند او را شکار کند. آلبرتو دلشکسته همه چیز را در مخفیگاهش داغان می‌کند. اندکی پس از اینکه جولیا متوجه می‌شود که لوکا نیز یک هیولای دریایی است و او را برای امنیت خود می‌فرستد.
لوکا سعی می‌کند با آلبرتو آشتی کند که معلوم می‌شود مدت‌ها پیش توسط پدرش رها شده‌است. او قول می‌دهد که برنده وسپا شود تا دوستی آنها را بازسازی کند. مسابقات سه‌گانه با رقابت لوکا و جولیا به‌طور جداگانه آغاز می‌شود. لوکا موفق می‌شود مسابقه شنا و مسابقه خوردن ماکارونی را بدون اینکه خودش را نشان دهد کامل کند، اما در طول مسابقه دوچرخه سواری باران شروع می‌شود. آلبرتو ظاهر می‌شود تا به او چتر بدهد، اما ارکوله او را به زمین خیس لگد می‌زند و در معرض شوک همه قرار می‌گیرد. لوکا این بار به او کمک می‌کند، هرچند خودش را نیز آشکار می‌کند. آن‌ها دوچرخه‌سواری را از سر می‌گیرند، و اکنون ارکول سعی می‌کند برای پول آنها را با هارپون کند، که توسط جولیا در کوبیدن دوچرخه‌اش با دوچرخه‌اش متوقف می‌شود. لوکا و آلبرتو ناخواسته از خط پایان عبور می‌کنند، اما برای کمک به جولیا برمی گردند. وقتی ارکول و دیگر مردم شهر با آنها روبرو می‌شوند، ماسیمو از آنها دفاع می‌کند و اصرار می‌کند که آنها پیروز شده‌اند. مشخص می‌شود که چند نفر از مردم شهر نیز هیولاهای دریایی هستند و لوکا سرانجام با خانواده اش متحد می‌شود. انسان‌ها از هیولاهای دریایی استقبال می‌کنند، به استثنای ارکول، که تعصب او را به یک رانده تبدیل می‌کند.
لوکا و آلبرتو یک وسپا می‌خرند، اما آلبرتو آن را می‌فروشد تا برای لوکا بلیط قطار بگیرد و به او اجازه می‌دهد با جولیا به مدرسه در شهر نزدیک، جنوا برود. خانواده لوکا، ماسیمو و آلبرتو، لوکا و جولیا را در ایستگاه قطار می‌بینند، جایی که همگی قول می‌دهند در تماس باشند. در طول تیتراژ، لوکا با مادر جولیا آشنا می‌شود، در حالی که ماسیمو آلبرتو را به فرزندی قبول می‌کند.

## صداپیشگان
- جیکوب ترمبلی در نقش لوکا پاگورو، هیولای دریایی ۱۳ ساله کنجکاو در مورد دنیای بالای دریا است. او در آب‌های کنار ساحل ایتالیا زندگی می‌کند، در مزرعه ای که در آن بزماهی را به همراه پدر و مادرش نگهداری می‌کند. اگرچه تمام عمرش به او هشدار داده شده‌است که دنیای انسان جای خطرناکی است، اما برای چیزی فراتر از زندگی آرام مزرعه اش طولانی می‌شود، بنابراین وقتی آلبرتو او را برای کاوش در پورتروسو می‌برد، چشمانش به یک دنیای کامل از امکانات باز می‌شود.
- جک دیلن گریزر در نقش آلبرتو اسکورفانو، هیولای دریایی نوجوان و بهترین دوست لوکا که مشتاق کاوش در دنیای انسان است. او پسری با روحیه آزاد، بیانی و فاحش است که «همه چیز در مورد تفریح» است.
- اما برمن در نقش جولیا مارکوالدو، دختر ایتالیایی که با لوکا و آلبرتو دوست می‌شود. او یک «ماجراجوی خروجی و جذاب با عشق به کتاب و یادگیری» است.
- مارکو بارریچلی در نقش ماسیمو مارکووالدو یه ماهیگیر ایتالیایی و آشپزی و پدر جولیا او یک مرد خالکوبی شده‌است که فقط با یک دست متولد شده‌است، با وجود اینکه لوکا و آلبرتو با چاقو از سایز بزرگ و مهارت او می‌ترسیدند، ماسیمو قلب نرمی دارد، مخصوصاً برای دخترش.
- ساوریو ریموندو در نقش ارکول ویسکانتی قلدر محلی پورتوروسو
- مایا رودولف در نقش دنیلا پاگورو یه هیولای دریایی و مادر لوکا
- جیم گافیگان در نقش لورنزو پاگورو، هیولای دریایی و پدر لوکا،
- سندی مارتین در نقش هیولای دریایی و مادربزرگ لوکا مادربزرگ
- جاکومو جانیوتی در نقش ماهیگیر محلی
- ساشا بارون کوهن در نقش عمو اوگو ماهی منزوی که در اعماق اقیانوس زندگی می‌کند و عاشق تکه‌های خرد شده وال است